# 紐卡斯爾 (印第安納州)
纽卡斯尔（英語：New Castle）是美国印第安纳州亨利县的一个城市，横跨大蓝河（Big Blue River），位于印第安納波利斯东北偏东方向71km。根据2010年美国人口普查数据，该地人口为18,114人。